# Tratado Cobden-Chevalier
El tratado de Cobden-Chevalier fue un tratado de libre comercio firmado entre el Reino Unido y Francia el 23 de enero de 1860. Su nombre procede de sus principales inspiradores, el británico Richard Cobden y el francés Michel Chevalier.

## Orígenes y negociaciones
En una sesión parlamentaria de 1859, un amigo y aliado político de Cobden, John Bright, le preguntó por qué, en lugar de gastar dinero en armamento contra una posible invasión francesa, el gobierno no intentaba convencer al Emperador francés de comerciar libremente con Gran Bretaña. Al leer este discurso, Chevalier escribió a Cobden y se preparó para conocerlo en Inglaterra. Descubrió que Cobden estaba planeando visitar París por razones familiares en invierno. Chevalier instó a Cobden a reunirse con el Emperador para tratar y persuadirlo de los beneficios del libre comercio. En septiembre, Cobden visitó al Ministro de Hacienda, William Gladstone y estaban de acuerdo en que un tratado de comercial entre Gran Bretaña y Francia era una buena idea.
Después de las conversaciones en París, con Chevalier y el ministro francés de comercio, Eugène Rouher, Cobden tuvo su primera audiencia con el Emperador el 27 de octubre de 1859. Hablaron del libre comercio y el Emperador le informó que podía modificar aranceles por Decreto si fuera parte de un tratado internacional, pero que estaba preocupado porque el libre comercio dejara desempleados a trabajadores franceses. Cobden respondió que el libre comercio incrementaba en vez de disminuir la demanda de trabajo y que debido a sus reformas arancelarias, Sir Robert Peel llegó a tener gran fama y reputación en Gran Bretaña. El Emperador respondió: "Estoy encantado y halagado por la idea de efectuar una obra similar en mi país; pero es muy difícil en Francia hacer las reformas; hacemos las revoluciones en Francia, no las reformas".
El 9 de diciembre, Chevalier manifestó a Cobden que Rouher había diseñado un plan para establecer un tratado comercial que sería presentado para la aprobación del Emperador el día siguiente. De todas maneras, el Emperador estaba preocupado por las ventajas que Francia adquiriría al asumir el libre comercio: Gran Bretaña dependía del comercio que estaba en el miedo de la guerra constantemente mientras Francia podía tolerar la guerra con mucha menos contrariedad. Persigny, el embajador francés para Gran Bretaña, advirtió al Emperador que la guerra con Gran Bretaña era una posibilidad verdadera a menos que algún tipo de alianza con Gran Bretaña fuese firmada, y que con tal alianza no importaba qué pensaran los otros estados europeos. Rouher presentó al Emperador su plan de tratado comercial con sesenta páginas de argumentos favorables, que el Emperador aprobó. El Emperador anunció el tratado en una carta publicada el 15 de enero de 1860, que causó la cólera entre los intereses proteccionistas.
Este tratado franco-británico de 1860 pretendía promulgar la libertad de comercio, reduciendo y eliminando todos los aranceles entre los dos países firmantes, lo que provocó una oleada de acuerdos arancelarios bilaterales entre los demás países europeos. Casi todos estos acuerdos incluían la cláusula de nación más favorecida, por lo que se generalizaron las concesiones arancelarias, abriendo el camino hacia un comercio multilateral.